# أندي سميث (لاعب كرة قدم مواليد 2001)
أندي سميث (بالإنجليزية: Andy Smith) هو لاعب كرة قدم بريطاني، ولد في 11 سبتمبر 2001 في بانبوري في المملكة المتحدة.